# Валдьё-Лютран
Валдьё-Лютра́н (фр. Valdieu-Lutran) — коммуна на северо-востоке Франции в регионе Гранд-Эст (бывший Эльзас — Шампань — Арденны — Лотарингия), департамент Верхний Рейн, округ Альткирш, кантон Мазво. До марта 2015 года коммуна административно входила в состав упразднённого кантона Данмари (округ Альткирш).
Площадь коммуны — 5,17 км², население — 349 человек (2006) с выраженной тенденцией к росту: 402 человека (2012), плотность населения — 77,8 чел/км².

## Население
Численность населения коммуны в 2011 году составляла 393 человека, а в 2012 году — 402 человека.
| 1962 | 1968 | 1975 | 1982 | 1990 | 1999 | 2005 | 2006 | 2010 | 2011 | 2012 |
| ---- | ---- | ---- | ---- | ---- | ---- | ---- | ---- | ---- | ---- | ---- |
| 143  | 132  | 245  | 259  | 274  | 305  | 358  | 349  | 391  | 393  | 402  |

Динамика населения:

## Экономика
В 2010 году из 264 человек трудоспособного возраста (от 15 до 64 лет) 200 были экономически активными, 64 — неактивными (показатель активности 75,8 %, в 1999 году — 72,8 %). Из 200 активных трудоспособных жителей работали 177 человек (99 мужчин и 78 женщин), 23 числились безработными (16 мужчин и 7 женщин). Среди 64 трудоспособных неактивных граждан 21 были учениками либо студентами, 20 — пенсионерами, а ещё 23 — были неактивны в силу других причин.
На протяжении 2011 года в коммуне числилось 152 облагаемых налогом домохозяйства, в которых проживало 384,5 человека. При этом медиана доходов составила 20524 евро на одного налогоплательщика.

## Достопримечательности (фотогалерея)

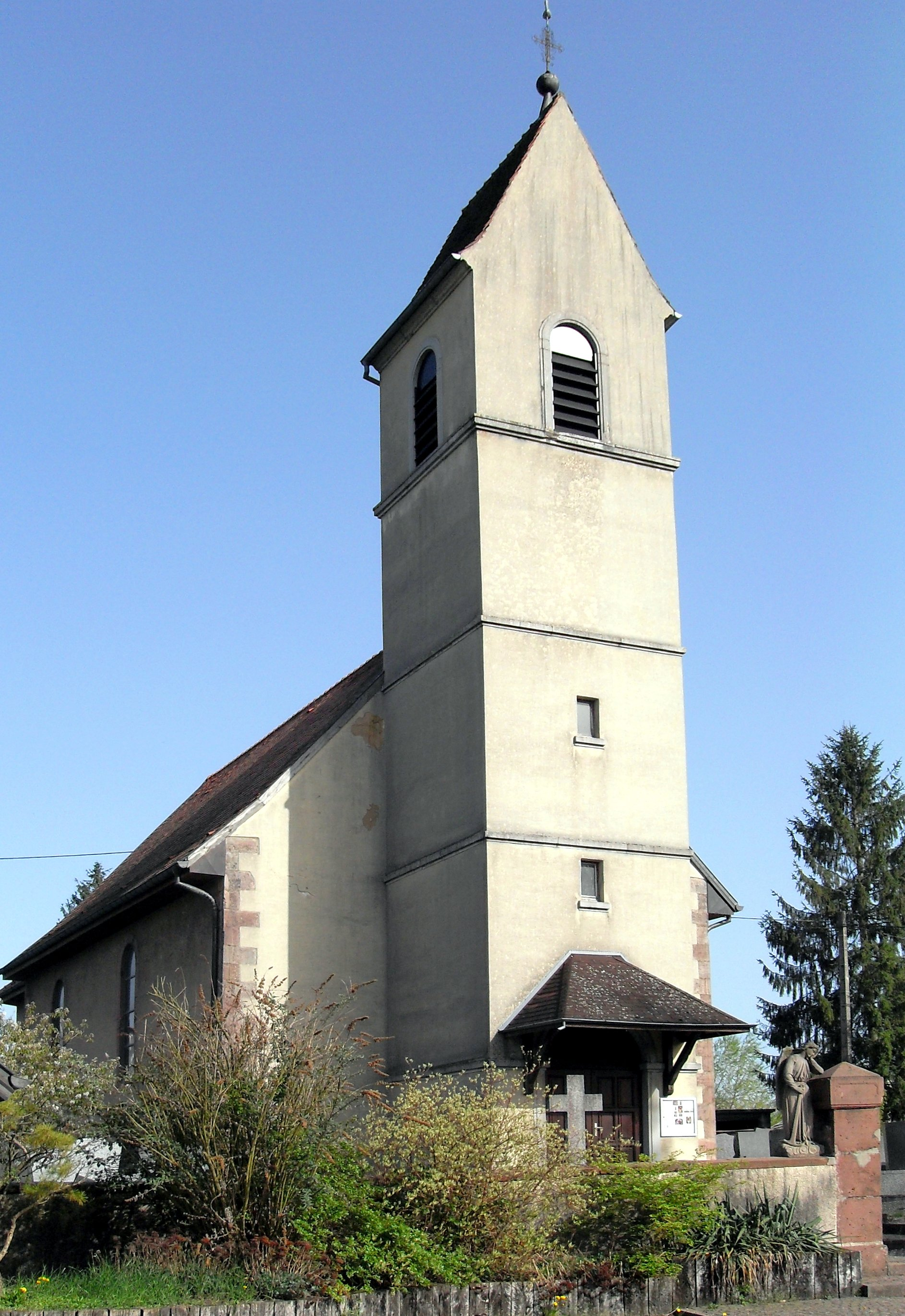
Колокольня